# Hyla annectans
Hyla annectans és una espècie d'amfibi que es troba a l'Índia i regions de la Xina, en boscos humits per sobre dels 600m. No es troba amenaçada per la pèrdua d'hàbitat o excés de depredadors, ja que la seva població sembla estable, si bé calen estudis regionals per assegurar la seva viabilitat a tota la regió.
Aquesta granota arborícola té la pell fina a la zona del cap i més rugosa cap al darrere, on passa d'un color verd brillant a un verd fosc amb taques negres. El ventre és groc i les potes presenten també taques negres.